# شهادات الحج

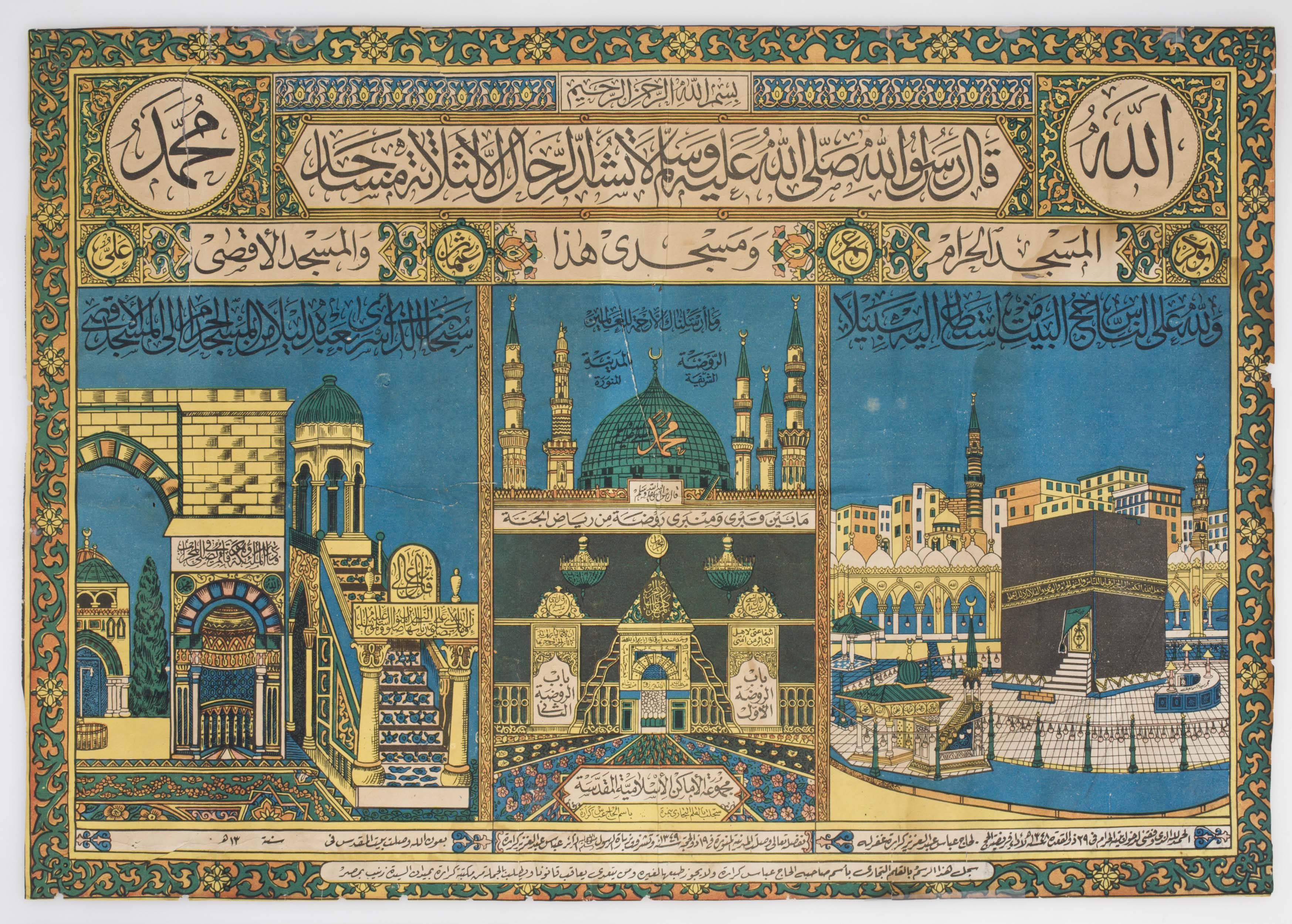
شهادة الحج الزرقاء والذهبية

شهادات الحج هي وثائق رسمية تثبت أن الشخص قد أكمل فريضة الحج إلى مكة المكرمة. كما تعمل الشهادات أيضًا كتذكارات شخصية وعائلية تُستخدم لإحياء ذكرى حجهم. تعود أصول الشهادات إلى القرن الحادي عشر وشهدت العديد من الاختلافات في الأسلوب والمحتوى على مر القرون. لم تكن الشهادة أساسًا في الحج، ولكنها طابع فني إسلامي.

## الأصول

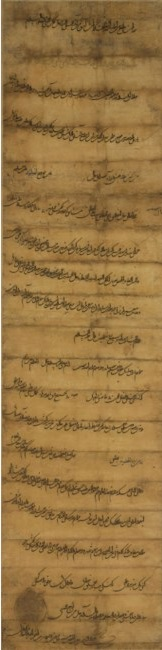
مثال على شهادة الحج النصية فقط

يمكن إرجاع الاستخدام الأصلي لشهادات الحج إلى القرن الحادي عشر، وظل استخدامها مستمرًا حتى يومنا هذا. على الرغم من أن هذه الشهادات كانت في السابق سلعة متاحة فقط للحجاج الأثرياء، إلا أن التقدم التكنولوجي في القرن الثامن عشر في الطباعة وصناعة الورق جعل هذه الوثائق أرخص بكثير وأكثر سهولة في الوصول إليها لقاعدة أوسع من الحجاج. في حين أن العديد من شهادات الحج تُنتَج بكميات كبيرة وليست مصممة لشخص معين، فإنها ستتضمن اسم الحاج ومكانه الأصلي والذي يضاف إلى الشهادة عند الانتهاء من الحج. منذ أوائل القرن الحادي عشر، أصبحَت شهادات الحج بدون الزخارف الإسلامية ولكنها تحتوي في المقام الأول على معلومات نصية مطبوعة تتعلق بالحاج وحجته.

### الشهادات الحديثة
ولا تزال ممارسة استخدام شهادات الحج مستمرة حتى يومنا هذا، وقد تكيفت مع التكنولوجيا الجديدة فضلًا عن زيادة عدد الحجاج المسلمين. يمكن إنشاء شهادات الحج الحديثة بمساعدة البرامج والتطبيقات الرقمية. يتيح أحد هذه التطبيقات، تطبيق "نُسُك"، للمستخدمين إنتاج شهادات حج قابلة للتخصيص عبر الإنترنت، تحت غطاء وزارة الحج والعمرة في المملكة العربية السعودية.

## المواد والمحتويات
كانت الشهادات تُصنع عادةً على الورق وتُزين بالحبر الملون والذهب والفضة والألوان المائية والخط العربي. وتصور العديد من الشهادات الرحلة إلى مكة المكرمة، وتسلط الضوء على الأماكن المقدسة التي تمت زيارتها في الحج مثل الكعبة والمسجد النبوي في المدينة المنورة (في حال زارها الحاج بعد مكة أو خطط لهذا)، وبعضها القليل المسجد الأقصى (حيث كان بعض الحجاج مثل الإيرانيين يقصدونه في طريق عودتهم مع مقام السيدة زينب بدمشق). بعضها يحتوي على نص حصري والبعض الآخر يحتوي على رسوم توضيحية موسعة، والعديد منها يتكون من كليهما.

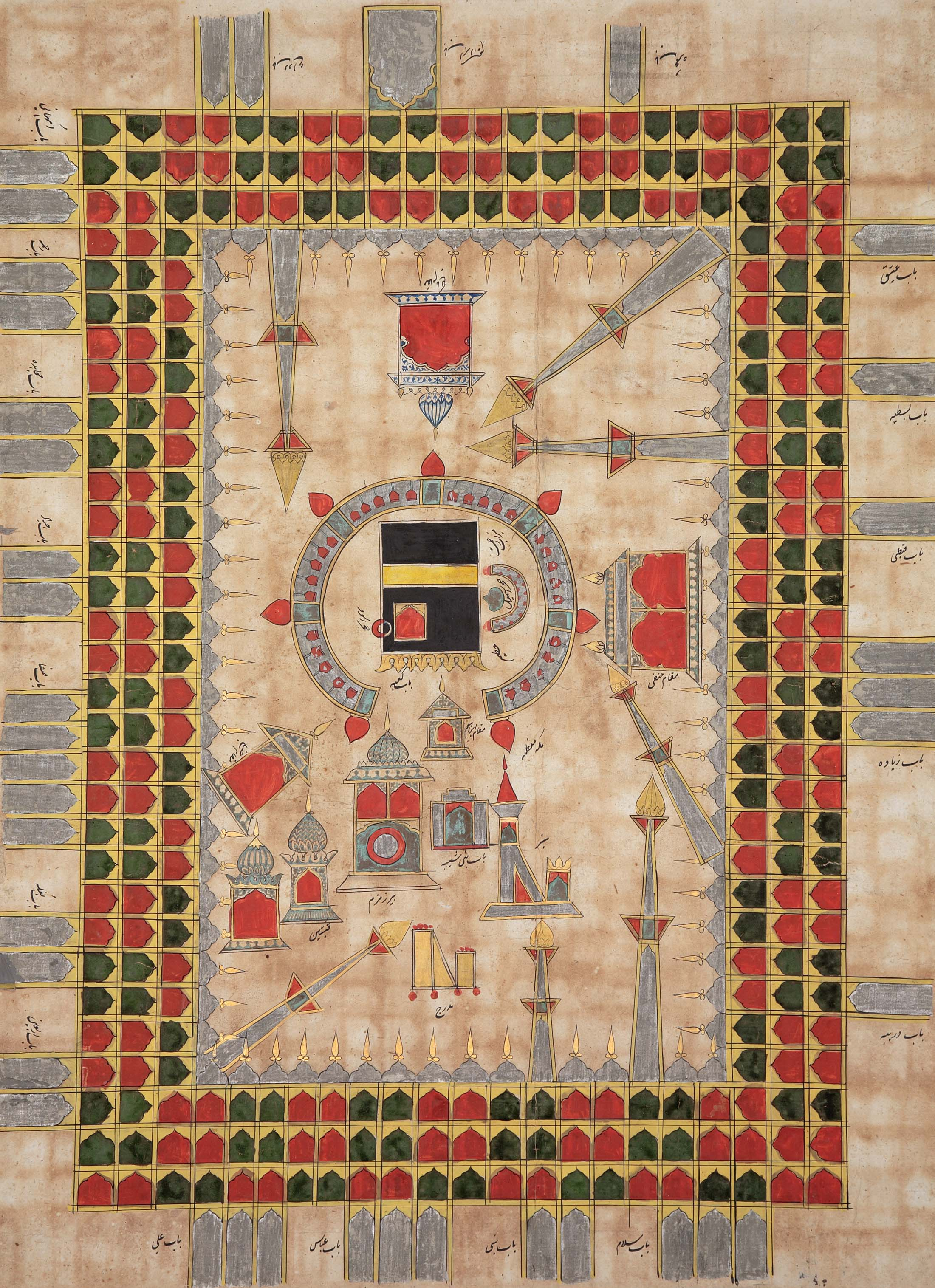
شهادة حج من القرن السابع عشر أو الثامن عشر، أُنشئَت في مكة المكرمة

يختلف محتوى الشهادات بشكل كبير حسب وقت إنشائها ومن قام بإنشائها. تعتبر المواقع والهياكل الدينية من السمات المهمة للشهادات. تُضمن الأماكن التي زارها الحاج عادةً بشكل أو بآخر في الشهادة. وبالإضافة إلى ذلك، قد تشمل الشهادات مواقع شيعية مهمة بالإضافة إلى المواقع الأخرى.
غالبًا ما تكون صور الكعبة وبقية المسجد الحرام في مكة من منظور ثنائي الأبعاد. وتحتل الكعبة مركز تكوين الشهادات، وهي مزينة بصور الحجر الأسود وباب البناء. يعود تاريخ هذا التصوير الموحد إلى القرن الثالث عشر ويمكن رؤيته في أعمال البلاط والمخطوطات. وتتبع هذه الاتفاقية شهادة الحج المؤرخة في الفترة ما بين القرن السابع عشر أو الثامن عشر. تتميز الصورة نفسها بتصوير ملون لمباني فردية في المدينة، تم إنشاؤها بالحبر الملون والألوان المائية، بالإضافة إلى الذهب والفضة.

## شهادات الوكيل
قد لا يتمكن الفرد من إتمام الحج بمفرده لأسباب مختلفة (قد تشمل الوقاية الوضع المالي أو الصحة أو القدرة)، وعلاوة على ذلك قد يموت قبل إكمال الرحلة. يمكن لمن لا يستطيع الحج أن يوكل حجته إلى شخص آخر قد أتم الحج بنفسه للحصول على شهادة الحج؛ وفي هذه الحالة ستذكر الوثيقة أن شخصًا ما قد أتم الحج نيابةً عنه.